# SdKfz 252
SdKfz 252 leichte Gepanzerte Munitionskraftwagen a fost un vehicul blindat semișenilat folosit de Germania nazistă în timpul celui de-al Doilea Război Mondial pentru transportul muniției.

## Istorie

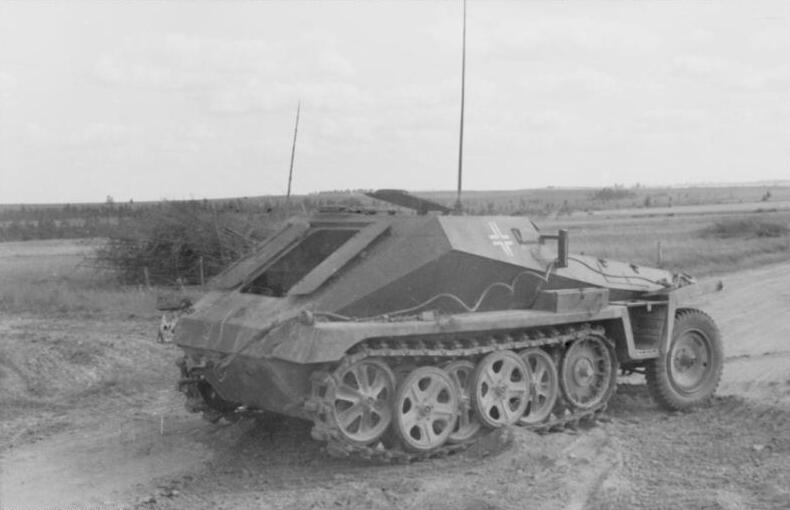
Partea din spate a semișenilatului era înclinată la 55° pentru a reduce greutatea totală

SdKfz 252 a fost dezvoltat în paralel cu semișenilatul SdKfz 253, ambele fiind proiectate pentru sprijinirea tunurilor de asalt Sturmgeschütz III. În timp ce SdKfz 253 era folosit în misiuni de cercetare, SdKfz 252 era folosit pentru transportul proiectilelor de 75 mm folosite de tunurile de asalt germane. Ambele vehicule utilizau șasiul Demag D7p al semișenilatului ușor SdKfz 10.
SdKfz 252 avea o suprastructură acoperită complet de blindaj, ușor de recunoscut din cauza unghiului înclinat din partea din spate. Suprastructura era proiectată astfel pentru a reduce din greutatea totală a vehiculului. Echipajul era de format din comandant și mecanicul conductor. Armamentul defensiv consta într-o mitralieră Maschinengewehr 34. Părțile laterale ale vehiculului erau prevăzute cu câte o ambrazură, sub fantele de observare, pentru ca echipajul să poată executa foc în exterior. Echipamentul radio era de tipul FuG15 sau FuG16.
Semișenilatul remorca de obicei un trailer Sonder Anhänger 3 1/1. Producția a fost oprită în septembrie 1941 în favoarea unei versiuni ușor modificate a semișenilatului SdKfz 250 (SdKfz 250/6 leichter Munitionspanzerwagen).

### Blindaj
| Grosime/Unghi  | Frontal   | Lateral  | Spate    | Plafon/Podea |
| -------------- | --------- | -------- | -------- | ------------ |
| Suprastructură | 18 mm/30° | 8 mm/30° | 8 mm/55° | 8 mm/90°     |
| Carcasă        | 18 mm/12° | 8 mm/30° | 8 mm/45° | 8 mm/90°     |

## Utilizare
Vehiculele au fost repartizate unităților Sturmartillerie (în germană: artilerie de asalt). Fiecare baterie StuG III (formată din șase autotunuri) trebuia să fie echipată cu șase vehicule SdKfz 252, însă numărul acesta a fost redus la trei semișenilate (un vehicul la fiecare pluton) din cauza numărului insuficient. SdKfz 252 au fost folosite până în 1943 când toate vehiculele au fost distruse sau capturate.